# Национальная ассамблея Таиланда
Национальная ассамблея (тайск. รัฐสภาไทย; Раттхасапха Тай; NAT) — законодательный орган (парламент) Таиланда, действующий с 1932 года.
Парламент был создан в соответствии с первой конституцией Таиланда, принятой в 1932 году, которая преобразовала традиционную абсолютную монархию в конституционную монархию. Заседания парламента с 1932 по 1974 годы проходили в Тронном зале Ананда-Самакхом. В 1974 году расположился в отдельном комплексе - Доме парламента, расположенном в округе Дусит Бангкока. С 2019 года заседания Национальной ассамблеи проходят в новом здании парламента Таиланда на берегу реки Чаупхрая. 
На протяжении 1992—2006 годов Национальная ассамблея играла ключевую роль в управлении королевством, имевшим парламентский конституционный дизайн. В частности, нижняя палата Национальной ассамблеи назначала и контролировала деятельность премьер-министра Таиланда.
В 2013 году в ходе политического кризиса парламент был распущен. В 2014—2017 годах на период разработки и принятия новой конституции функции парламента исполняла Национальная законодательная ассамблея Таиланда (тайск. สภานิติบัญญัติชาติ).

## Председатели
Председатель Национальной ассамблеи Таиланда также занимает должность спикера Палаты представителей Таиланда. Председателем Национальной ассамблеи он назначается автоматически, после его избрания на пост спикера Палаты. Заместитель председателя Национальной ассамблеи одновременно является спикером Сената Таиланда.

## Состав
Национальная ассамблея Таиланда являет собой двухпалатный законодательный орган состоящий из Сената и Палаты представителей. В Ассамблее насчитывается 650 членов. 576 из них выбираются путем голосования (500 депутатов и 76 сенаторов), а 74 сенатора выбираются через партийный отбор. Мажоритарные выборы в Таиланде проходят по системе системе относительного большинства. По ней избирают 375 членов Палаты представителей и 76 членов Сената. Остальные 125 членов Палаты избираются согласно системе пропорционального представления партийных списков.

### Сенат
Верхняя палата парламента называется Сенатом Таиланда. Члены палаты беспартийные и обладают ограниченными законодательными полномочиями. Сенат состоит из 74 назначенных членов и 76 избранных, по одному из каждой провинции. Состав Сената избирается на шесть лет. Членам Сената запрещается занимать какие-либо дополнительные должности или состоять в политических партиях.

### Палата представителей
Нижняя палата парламента называется Палатой представителей Таиланда. Палата представителей состоит из 500 членов, которые избираются демократически: 375 членов избираются на выборах по одному из каждого избирательного округа, а остальные 125 избираются по пропорциональному представительству партийных списков. Полномочия Палаты представителей были закреплены в Конституции 2007 года.

### Выборы
Выборы в Таиланде проводятся в согласии с всеобщим избирательным правом. Однако имеются некоторые ограничения. Избиратель должен быть гражданином Таиланда (если не рождению, то должен быть гражданином 5 лет), ему должно быть больше 18 лет и необходимо зарегистрироваться за 90 дней до выборов. В выборах запрещено участвовать членам буддийской общины Сангха, представителям духовенства, задержанным по юридическим или судебным распоряжениям, а также психически больным и умственно отсталым людям. Голосование в Таиланде является обязательным.

## Термин
Две палаты Национальной ассамблеи имеют разные полномочия. В соответствии с конституцией Сенат избирается на шесть лет, а Палата представителей на четырёхлетний срок. В целом, срок действия Национальной ассамблеи зависит от Палаты представителей. Национальная ассамблея каждый год заседает на двух сессиях: «обычной» и «законодательной» сессии. Первое заседание Национальной ассамблеи должно состояться в течение 30 дней после выборов Палаты представителей. Первое заседание открывает король выступая с речью, называемой «тронной». Эта церемония проводится в тронном зале Ананда-Самакхом. Король может назначить представителя для выполнения этой обязанности. Также король имеет право вызывать внеочередное собрание сессии и продлевать сессии по своему усмотрению.
В некоторых случаях Национальная ассамблея может проводить совместное заседание обеих палат. К таким случаям относятся: необходимость назначения регента, любое изменение в законе правопреемства 1924 года, открытие первой сессии, утверждение объявления войны, объяснение и утверждение международных договоров, объявление курса политики кабинетом министров, поправки в конституции.

## Полномочия

### Законодательство
Полномочия Национальной ассамблеи описаны в 6 главе Конституции Таиланда 2007 года. Основными полномочиями Национального собрания являются его законодательные полномочия. Процедура принятия законопроекта следующая:
- Законопроект может быть представлен для рассмотрения Национальной ассамблее Кабинетом министров Таиланда; минимум двадцатью членами Палаты представителей; судебными органами Таиланда; независимыми конституционными органами (но только в отношении законов, касающихся этой организации); лицами, имеющими право голоса, подавая ходатайство в количестве не менее десяти тысяч человек (проявление «прямой демократии»). Все финансовые законопроекты рассматриваются только с одобрения премьер-министра[6].

- Затем законопроект представляется Палате представителей для обсуждения, внесения поправок и голосования. Когда Палата представителей рассмотрела законопроект и приняла одобряющую резолюцию, его в Сенат. Сенат должен завершить рассмотрение такого законопроекта в течение 60 дней. На рассмотрение финансовых законопроектов у Сенату отводиться 30 дней[7].

- Если Сенат, завершив рассмотрение законопроекта, согласен с Палатой представителей, законопроект перейдет к следующему этапу. Если Сенат не согласен с Палатой представителей, продвижение законопроекта будет приостановлено и возвращено в Палату представителей. Если Сенат внёс какие-то правки в законопроект, он также будет возвращен в Палату представителей. Если Палата представителей одобрит эту поправку, законопроект перейдет к следующему этапу. В других случаях каждая палата назначает представителей (которые могут не быть членами Ассамблеи) в одинаковом количестве, чтобы создать совместный комитет для рассмотрения законопроекта. Затем совместный комитет подготовит отчёт и повторно представит законопроект в Сенат и Палату представителей. Если обе палаты утвердят законопроект, уже рассмотренный совместным комитетом, он перейдет к следующему этапу. Если законопроект не будет одобрен в Сенате или палате представителей, его продвижение будет прекращено[8].

- После утверждения законопроекта Национальной ассамблеей, премьер-министр представляет его королю для его согласия. На это у монарха есть 20 дней с момента получения законопроекта от Национальной ассамблеи. Закон вступает в силу после его публикации в «Королевском вестнике»[9].

- Если король отказывается подписывать законопроект, он возвращается в Национальную ассамблею для повторного обсуждения. Также король может наложить своё вето, которое будет действовать 90 дней. Если Национальная ассамблея одобрит законопроект не менее, чем двумя третями всех её голосов, премьер-министр снова представит законопроект монарху для подписания. Если монарх не подписывает и не возвращает законопроект в течение 30 дней, премьер-министр может инициировать обнародование законопроекта в форме акта, и напечатать его в «Королевском вестнике». И это будет иметь такую же силу, как если бы король подписал законопроект. Такая процедура даёт возможность Национальной ассамблее отменить королевское вето[10].

### Отношения с правительством
Правительство Таиланда, в частности, кабинет министров под отчётно непосредственно Национальной ассамблее. Конституция предусматривает, что в течение 15 дней после принятия присяги, кабинет министров должен изложить свою политику в Национальной ассамблее. Национальная ассамблея имеет право в любое время вызвать любого министра, чтобы тот объяснил курс политики или ответил на возникшие вопросы. Этот контроль настолько важен, что некоторые члены кабинета министров не должны быть членами Национальной ассамблеи. Если они являются членами Национальной ассамблеи, они могут быть только из Палаты представителей, поскольку конституция запрещает членам Сената состоять в кабинете министров.
Поскольку премьер-министр избирается из рядов Палаты представителей, он несёт прямую ответственность перед законодательным органом. Национальная ассамблея может вызвать его, чтоб он предстал перед ними, как и любой другой министр, и ответил на возникшие вопросы. В свою очередь, кабинет министров также обладает некоторыми полномочиями в отношении Национальной ассамблеи. Согласно конституции, кабинет министров может в любое время созвать чрезвычайное заседание Национальной ассамблеи.

### Назначения
Помимо своих законодательных и надзорных функций, Национальная ассамблея контролирует назначение и увольнение с определённых постов в правительстве. Например, Палате представителей предоставляется исключительное право избирать премьер-министра Таиланда. Сначала кандидат должен получить поддержку пятой части всех членов Палаты. Затем, его должны избрать большинством голосов. Потом назначение премьер-министра будет официально заверено монархом после чего, королевское согласие подписывается Председателем Национальной ассамблеи Таиланда.
Сенату предоставляются исключительные полномочия для консультирования по вопросу о назначении членов судебных органов и членов независимых государственных организаций. К ним относятся судьи Конституционного суда Таиланда; члены Избирательной комиссии; членов Национальной комиссии по борьбе с коррупцией и Национальной комиссии по правам человека. Однако полномочия назначать членов Ревизионной комиссии принадлежат королю и только заверяется подписью Председателя Сената.
Национальная ассамблея обладает полномочиями по импичменту и увольнению этих должностных лиц. Премьер-министр может быть отстранен только после того, как в Палате представителей будет собран вотум недоверия. Члены кабинета министров не назначаются Национальной ассамблеей, однако они могут быть отстранены от своих должностей с помощью аналогичного процесса. В этом случае вотум недоверия собирается одной или обеими палатами. Судьи и независимые государственные чиновники также могут быть уволены обеими палатами Национальной ассамблеи.

## Привилегии
Члены Национальной ассамблеи пользуются парламентскими привилегиями, которые описаны в конституции. Например, ни один из членов Палаты представителей или Сената не может быть арестован, задержан или вызван на допрос в качестве подозреваемого по уголовному делу, если не было получено разрешение палаты, членом которой он является. Или если он не был арестован на месте преступления.
Также члены Палаты представителей или Сената имеют право создавать свои собственные правила и процедуры, комитеты, заседания, организовывать представление и рассмотрение законопроектов и законопроектов, представлять ходатайства, консультации, вести дебаты, принимать резолюции и вести общественные прения.

## История
Подробно с историей и деятельностью Парламента можно ознакомиться в Музее Парламента.
До 1932 года в Королевстве Сиам не было отдельно выделенной законодательной власти. Все законодательные полномочия выполнял сам король. Однако, в 1932 году, после революции был утвержден проект конституции. Согласно ему был создан первый законодательный орган: Народная ассамблея. Она насчитывала 70 членов. Ассамблея впервые встретилась 28 июня 1932 года. Уже через год новый проект конституции изменил состав Ассамблеи. Теперь в ней насчитывалось 78 избранных и 78 назначенных членов.
После второй мировой войны, в 1946 году конституция ещё раз была изменена. Согласно ей в Таиланде впервые был создан двухпалатный законодательный орган. И парламент делился на Сенат и Палату представителей. Запрет на политические партии был отменен, и первые полноценные выборы были проведены в том же 1946 году.
Такой порядок просуществовал до 1957 года, когда военные снова совершили государственный переворот и создали свою Национальную ассамблею в которой насчитывалось 123 члена. Причём 103 были представителями армии или полиции. В 1969 году Таном Киттикачон восстановил Национальную ассамблею с Палатой представителей на 219 членов и вновь назначенным Сенатом. Так было до 1972 года, когда Таном Киттикачон сверг своё правительство и правил страной через Национальный исполнительный совет. Однако, под давлением Таном Киттикачон восстановил Национальную Законодательную Ассамблею на 299 членов, 200 из которых были военнослужащими.
К 1978 году Криансак Чаманан восстановил двухпалатный парламент с Палатой представителей на 301 члена и Сенатом состоящего из 225 человек, назначенным премьер-министром.
Конституция 1997 года вернула Таиланд к демократии с Национальной ассамблеей, состоящей из 500 избранных депутатов в Палате представителей, и Сената состоящего из 200 членов. В 2007 году военные назначили Национальную законодательную ассамблею для разработки новой конституции. После последнего переворота и завершения работы Национальной законодательной ассамблеи, в Таиланде действует двухпалатный парламент: Национальная ассамблея Таиланда.
| Период    | Тип органа власти                                   | Кол-во членов однопалатного органа власти | Кол-во членов Палаты представителей                                | Кол-во членов Сената    | Причина роспуска |
| --------- | --------------------------------------------------- | ----------------------------------------- | ------------------------------------------------------------------ | ----------------------- | ---------------- |
| 1932-1933 | однопалатный парламент                              | 70 назначаемых                            |                                                                    |                         |                  |
| 1933-1938 | однопалатный парламент                              | 78 назначаемых, 78 избираемых             |                                                                    |                         |                  |
| 1938-1945 | однопалатный парламент                              | 182                                       |                                                                    |                         |                  |
| 1945-1947 | двухпалатный парламент                              |                                           | 274 избираемых                                                     | 80 избираемых           | переворот        |
| 1947-1951 | двухпалатный парламент                              |                                           | 219                                                                | 301                     | переворот        |
| 1951-1957 | однопалатный парламент                              | 246                                       |                                                                    |                         |                  |
| 1957-1957 | однопалатный парламент                              | 283                                       |                                                                    |                         | переворот        |
| 1957-1958 | однопалатный парламент                              | 281                                       |                                                                    |                         | переворот        |
| 1959-1969 | распущен                                            | распущен                                  | распущен                                                           | распущен                | распущен         |
| 1969-1972 | двухпалатный парламент                              |                                           | 219                                                                | 120 назначается королём | переворот        |
| 1972-1974 | однопалатная Национальная законодательная ассамблея | 299 (из них 200 назначаются)              |                                                                    |                         |                  |
| 1974-1976 | двухпалатный парламент                              |                                           | 269 избираемых                                                     | 100 избираемых          | переворот        |
| 1976-1978 | однопалатный парламент                              | 360 назначаемых                           |                                                                    |                         |                  |
| 1978-1991 | двухпалатный парламент                              |                                           | 301 избирамых                                                      | 225 назначаемых         | переворот        |
| 1991-1992 | однопалатная Национальная законодательная ассамблея | 292 назначаемых                           |                                                                    |                         | переворот        |
| 1992-1996 | двухпалатный парламент                              |                                           | 360                                                                | 270                     |                  |
| 1996-2000 | двухпалатный парламент                              |                                           | 393                                                                | 260                     |                  |
| 2000-2006 | двухпалатный парламент                              |                                           | 500 избираемых (400 прямым голосованием, 100 по партийным спискам) | 200 избираемых          | переворот        |
| 2006-2007 | однопалатная Национальная законодательная ассамблея | 242 назначаемых                           |                                                                    |                         |                  |
| 2008-2014 | двухпалатный парламент                              |                                           | 500                                                                | 150                     | переворот        |
| 2014-2017 | однопалатная Национальная законодательная ассамблея | 250 назначаемых                           |                                                                    |                         |                  |
| 2017-2019 |                                                     |                                           |                                                                    |                         |                  |
| 2019-н.в. | двухпалатный парламент                              |                                           | 500 избираемых (350 прямым голосованием, 150 по партийным спискам) | 250                     |                  |

## Партии
- Демократическая партия Таиланда
- Пхыа Тхаи